# That Green Gentleman (Things Have changed)
«That Green Gentleman (Things Have Changed)» —en  español: Ese caballero verde (Las cosas han cambiado)— es el tercer sencillo del segundo álbum de Panic at the Disco, Pretty. Odd. Fue la segunda canción escrita por la banda después de haberse desecho de las canciones que iban a lanzar, pero no fue tocada por la banda como Nine In The Afternoon y When The Day Met The Night, en diferentes festivales donde Panic at the Disco participó en el verano de 2007. El título del álbum se concibió antes de que la línea, "Things are shaping up to be pretty odd" (Las cosas están poniéndose en forma para estar bastante disparejas) fuese escrita.
El sencillo también fue interpretado durante el episodio del 12 de junio de 2008 de FNMTV, conducido por Pete Wentz de Fall Out Boy.

## Vídeo musical
El 10 de febrero (mismo día en que fue estrenado el sencillo Nine In The Afternoon, en mtv.com, se lanzó una entrevista de la banda donde decían que el nuevo sencillo de Pretty Odd sería That Green Gentleman y que ya habían grabado la primera parte del video. También indicaron que el videoclip incluiría diferentes edades de sus vidas.
El video fue grabado como parte de un acuerdo con Nokia (trato comparable con el de Fall Out Boy y su video "Thnks Fr Th Mmrs" y The Academy Is... con "We've Got a Big Mess on Our Hands"). El video se estrenó en nokiaUSA.com, el 2 de mayo de 2008. Hay dos escenas donde se ve un producto Nokia. En una, los miembros de Panic at the Disco saltan sobre un teléfono Nokia 5600 XpressMusic, y la otra es donde alguien usa el mismo móvil Nokia 5600 XpressMusic para tomar una fotografía. El video, dirigido por Alan Ferguson, inicia con un Ryan Ross de niño (interpretado por Cameron Boyce) abriendo unas muñecas rusas (matrioskas). Las muñecas abren sus ojos y cantan. Al abrir la última muñeca, de esta salen los miembros de la banda con sus edades actuales. En el "detrás de escenas" se ve que el aterrizaje de Ryan Ross no es tan exitoso y su compañero Brendon Urie lo atrapa. Se muestra que ellos caen en un bosque mágico en el que hay varios instrumentos musicales. Cada uno de ellos coge uno y empieza a tocar. Después de un tiempo ellos caen al piso y las versiones de 8 años de ellos salen. Se muestran varias escenas de ellos jugando y corriendo por el bosque. 
También hay escenas donde las versiones de ocho años de Panic están descansando en las colinas mientras las versiones actuales manejan bicicletas de principios de 1900 (cerca del minuto 1:53 en el video, Jon se cae de la suya), y también cantan en hilera sobre el bote. El video termina con las versiones infantiles que se introducen dentro de una matrioska tamaño natural, rodando por la colina, para abrirse una vez más y mostrar las versiones ancianas de Panic, mientras los verdaderos observan en asombro antes de remar hasta la puesta del sol. El final con las versiones ancianas ha sido motivo de interpretación, pero la suposición general en cuanto al significado de la secuencia es que aunque la banda haya cambiado, han cambiado para bien, y se mantendrán así hasta el final.

## Lista de canciones

### UK 3" CD sencillo
1. "That Green Gentleman (Things Have Changed)"

### UK Digipak CD sencillo
1. "That Green Gentleman (Things Have Changed)"
2. "She Had the World (Alternate version)"

### US 7" sencillo
1. "That Green Gentleman (Things Have Changed)"
2. "When The Day Met The Night"

### Sencillos promocionales
1. "That Green Gentleman (Things Have Changed)" (Álbum Versión) - 3:15

## Listas
| Lista (2008)                       | Mejor Posición |
| ---------------------------------- | -------------- |
| Lista de Sencillos de Gran Bretaña | 96             |
| Lista de Sencillos de Argentina    | 1              |